# Trechus tatai
Trechus tatai (carabídeo troglóbio do montejunto) é uma espécie de escaravelho cavernícola da família Carabidae que habita as grutas da Serra de Montejunto. Foi descoberto pela bióloga portuguesa Ana Sofia Reboleira e descrito em 2010 por Sofia Reboleira e Vicente Ortuño.
É, por agora, a única espécie de escaravelho cavernícola da Serra do Montejunto.
O material típico desta espécie encontra-se na colecção de Sofia Reboleira, Vicente Ortuño (Universidad de Alcalá) e na colecção do Departamento de Biologia Animal da Universidad de La Laguna.

## Adaptações à vida nas grutas
Trechus tatai é um pequeno escaravelho com menos de 5 milímetros de comprimento, despigmentado, com olhos muito reduzidos e sem asas. O seu corpo é alongado, sendo o mais troglomorfo dos Trechus cavernícolas de Portugal continental.

## Sistemática
A espécie Trechus tatai pertence à família Carabidae. Dada a complexidade da sistemática do género Trechus, Renné Jeannel em 1927, propôs a sua separação em grupos de espécies, desta forma o Trechus tatai está incluído no denominado T.fulvus-grupo, que por sua vez está incluído no grupo T.fulvus-linhagem, que é composto pelas 4 espécies conhecidas de Trechus cavernícolas lusitanos.